# Farmland
Farmland – miasto w Stanach Zjednoczonych, w stanie Indiana, w hrabstwie Randolph.